# Ulica Váci
Ulica Váci (na mađarskom jeziku: Váci utca) glavna je pješačka zona te ujedno i jedna od najpoznatijih ulica u Budimpešti. Nalazi se u samom centru grada, nedaleko lijeve obale Dunava, a ishodište joj je na trgu Vörösmarty (mađarski: Vörösmarty tér). Ukupna je duljina oko 500 m. Ulica je poznata po velikom broju restorana te ostalih turističkih sadržaja, poput kavana i suvenirnica. Prva trgovina, naziva Alter és Kiss, otvorena je 1829. godine te je tada bila vodeća modna kuća u Srednoj Europi. Spomenuta trgovina danas više ne postoji, ali se ovdje nalaze mnoge trgovine poznatih svjetskih modnih marki. Turistički vodič Lonely Planet obavio je kako je Ulica Váci: "Središnje turističko odredište, puno kavana i restorana, koje je svakako vrijedno posjetiti - bar jednom."